# Ond vezér
Ond vezér a honfoglaló magyarok hét vezérének egyike.

## Élete
Anonymus a Gesta Hungarorumjában a következőket írja Ondról: 

…Ond, Ete apja, akitől a Kalán- és Kölcse-nemzetség származik.
… Aztán Árpád vezér tanácsot tartván szintén elküldötte követeit Salán vezérhez … A küldöttek voltak
ebben a követségben az előkelőbb személyek közül Ete apja Ond, a másik meg Alaptolma apja Ketel.
… Erre Ond és Ketel hamarosan megjöttek Árpád vezérhez Salán vezér követeivel együtt; a küldött ajándékokat
átnyújtották, és értesítették, hogy a földet összes lakosaival együtt megkapta adományban Árpád vezér.
… Majd a vezér azt a helyet Ondnak, Ete apjának adta a Tiszától a Botva-mocsárig és a Körtvélytótól Alpár
homokjáig. Utóbb pedig bizonyos idő elteltével Ond fia, Ete sok szlovént gyűjtött össze, s Alpár vára meg a
Bőd-rév között igen erős földvárat építtetett, melyet a szlovének a maguk nyelvén songrádnak, azaz fekete
várnak neveztek.” 

## Történészi vélemények
Györffy György szerint az Anonymus által említett hét vezér közül Ond az egyik olyan, akiről elfogadható, hogy a honfoglalás korában élt, és a fejedelmi méltóságot nem viselő törzsfők egyike lehetett. Vezéri partvonalát a Tisza vidékére teszi.
Kristó Gyula ezzel szemben helynév alapján költött névnek tartja az Ondot.
Köztes vélemények szerint Ond elfogadható valós személynek, de kérdéses, hogy mikor élt, illetve valóban törzsfő volt-e.

## Emlékek

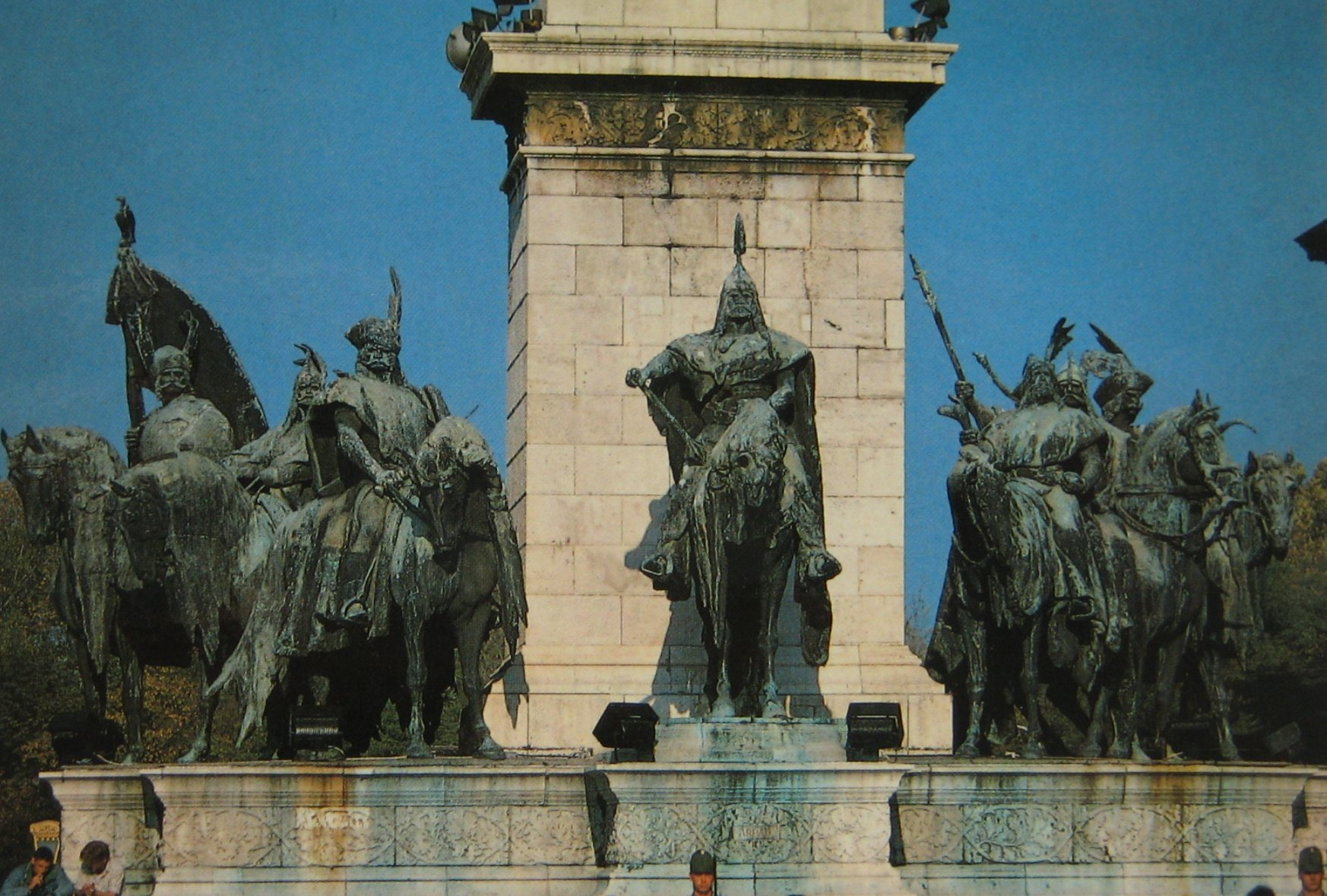
A Millenniumi emlékmű emlékoszlopánál Árpádtól balra a középső alak Ond vezér

- A Millenniumi emlékmű emlékoszlopánál Árpádtól balra a középső figura Ond vezér 4,7 méteres bronz lovasszobra, mely Zala György 1928-ban felállított alkotása.[3]

- Több magyar település is úgy tartja, hogy a honfoglalás korában Ond vezér törzsének fennhatósága alatt állt:
  - Ond – egykori község, ma Szerencs városrésze
  - Etes – A szakirodalom szerint Etes községet Ond vezér fiáról, Etéről – az ősi Etü-ből – nevezték el.[4]
  - Szentes – Szentes határában, főleg a Kurca-parton végzett ásatások bizonyítják, hogy a honfoglaláskor Ond vezér törzsének egy része ott telepedett le,[5] a legkorábbi írásos emlék, I. Géza 1075-ben kelt oklevele Kurca neven említi, mint a Bor-Kalán nemzetség birtoka.
  - Csongrád – A história szerint a honfoglaláskor Ond vezér elsőszülött fia, Ete erősítette meg földvárát.[6]
  - Kétpó – A község területén feltártak, több a honfoglaló – feltehetően Ond vezér törzséhez tartozó – magyarok által használt lószerszám-veretet, valamint ősmagyarok fejlett ötvös művészetének egyik jelentős emlékét az úgynevezett „kétpói csészét”.[7]

- Két nagy magyar költő is úgy tartotta, hogy családja a hét ősmagyar törzsfő egyikétől, Ond vezértől

származott: Kölcsey Ferenc és Ady Endre, aki erről Ond vezér unokája címmel verset is írt.
- Gárdonyi Géza így ír Ondról a Hét vezér című versében:

„…Ónod vezér akkor sem állt leghátul,
ha ész kellett, még pedig a javábul;
Ónod vezér süvegében elég volt,
mikor az a süveg Ónod fején volt. …” 
- Koltay Gábor Honfoglalás című filmjében Kaszás Géza alakította Ondot, a Tarján törzs vezérét.